# Chrysler Concorde
O Chrysler Concorde é um sedan de porte grande da Chrysler. Foi fabricado de 1993 a 2004 e substituiu a Chrysler New Yorker. Foi um dos três modelos originais da plataforma Chrysler LH. O Concorde estava relacionado com o Dodge Intrepid, a Eagle Vision, a Chrysler 300M, a Chrysler LHS e a décima primeira e última geração da Chrysler New Yorker. Ele foi um dos regentes da revista Diez Mejores para 1993 e 1994.

## Primeira geração
A primeira geração do Concorde estreou no North American International Auto 1992, em Detroit, como um modelo de 1993. Ele estreou como um modelo único e bem equipado que custava US$ 18.341.
De todos os sedans LH, a primeira geração do Concorde foi a mais relacionada com a Eagle Vision. O Concorde foi dado uma imagem mais tradicional do que a visão. Os dois compartilhavam quase todas as placas de metal em comum, com as principais diferenças limitadas a suas grades, fáscias traseiras, molduras laterais e opções de roda. O Concorde apresentou uma versão moderna da grelha da Chrysler. É dividido em seis seções divididas por tiras coloridas do corpo com o logotipo da Chrysler na faixa central. A fáscia traseira do Concorde foi destacada por sua largura total e altura total com uma barra de luzes entre as luzes traseiras, dando a impressão de que as luzes traseiras se estendiam por todo o porta-malas. De acordo com sua posição de primeiro nível.

## Segunda geração
O Concorde foi completamente redesenhado para o ano de 1998. O novo design foi semelhante ao novo Chrysler LHS, no entanto, os dois modelos cada um tinham uma forma frontal única e diferentes fáscias traseiras. O design de "segunda geração" foi introduzido em 1996 e foi baseado no carro-conceito Chrysler LHX. Este conceito de veículo tinha grandes rodas de 20 polegadas e um painel de instrumentos localizado no centro. A distância entre eixos foi estendida para 124 polegadas (3.100 mm).
Embora o comprimento total tenha aumentado em 7,5 polegadas (190 mm), seu peso de segunda geração foi reduzido em quase 100 libras. Isto foi conseguido através do uso extensivo de alumínio na suspensão traseira, no capô, bem como nos dois novos motores. Além da versão de 214 cv (160 kW) V6 de 3,5 litros, haviam também duas novas versões: 200 cv (149 kW) de 2,7 litros V6 e 225 cv (168 kW) de 3,2 litros V6. Mais tarde o motor 3,5 litros foi atualizado para produzir 253 cv de potência (189 kW) e estava disponível na versão Limited de 2002 a 2004.